# Петер Хандке
Петер Хандке (Грифен, 6. децембар 1942) аустријски је књижевник и активиста, немачко-словеначког порекла.
Одрастао је у Источном Берлину и Грифену. Прва објављена књижевна активност је публикација Fackel (бакља) код католичке школе за дечаке у Танценбергу. За време студија у Грацу придружује се књижевној групи Форум Градски парк (Forum Stadtpark) и објављује у магазину Manuskripte. Након објаве његовог првог романа „Стршљени“ (Die Hornissen) у лето 1965, напушта студије да би се потпуно посветио писању.
Живео је у Грацу, Диселдорфу и Берлину, а касније у Паризу, Кроненбергу и САД. Тренутно живи у Француском Шавилу.
Добио је Нобелову награду за књижевност 2019. године, која му је додељена на свечаности 10. децембра 2019. године.

## Стваралаштво
Рођен је у Грифену у Корушкој 6. децембра 1942. године. Одрастао је у Источном Берлину и Грифену, а студије је започео у Грацу. Први роман „Стршљени” објавио је у лето 1965, па напустио факултет да би се потпуно посветио писању.
Пажњу на себе скренуо је 1966. године, када је на Принстону у Њујорку оптужио литерарну Групу 47 за „описну импотенцију”. Непосредно после праизведбе у Франкфурту, у дворишту Капетан-Мишиног здања, у чувеном Расовом позоришту, представу „Псовање публике”, која је и данас на репертоару КПГТ-а у Београду, поставио је Пит Теслић.
Седамдесетих и осамдесетих година 20. века видљивост му на светској литерарној сцени доносе и романи „Леворука жена”, „Кратка писма за дуга растајања” и многи други. Хандке је створио више од 70 прозних радова и двадесетак позоришних дела, а опробао се и као лиричар, есејиста, сценариста, преводилац и режисер. У театрима широм света већ деценијама се играју представе према његовим текстовима, а то су „Каспар”, „Псовање публике”, „Путовање у сонорну земљу”. Роман „Голманов страх од пенала”, који је ушао у школску лектиру, екранизовао је Вим Вендерс, а Хандке је написао сценарио и за чувено остварење овог редитеља „Небо над Берлином”.
Осим у Грацу и Берлину, живео је у Диселдорфу, а касније у Паризу, Кроненбергу и Сједињеним Државама. Од 1990. живи у градићу Шавилу у Француској, 12 километара југозападно од Париза.

## Хандке и Србија
Хандке је одавно везан пријатељством са Србима. 1996. године је путовао у БиХ и написао жестоко оспоравани есеј „Правда за Србију”, у којем се залагао за диференцирани приступ западних земаља и против сваљивања кривице само на српску страну. Након тога, Хандке је „преко ноћи” прогнан из глобалне интелектуалне заједнице у екскомуникацију у којој се до данас налази. После првог есеја следила су даља дела на ту тему.
Почетком априла 1999. са почетком бомбардовања Југославије, Хандке је отпутовао у Србију, у знак протеста вратио Бихнерову награду и ишчланио се из Католичке цркве. Од немачког министра Рудолфа Шарпинга је захтевао да му врати све његове књиге.
Хандкеови есеји о Србији спадају међу најтемељније и најсадржајније критике медија писане последњих година. Србија је за њега само метафора, повод за његове литерарне и филозофске расправе о „дереализацији света”. За разлику од његових колега и непријатеља, који су окренули леђа Балкану и, сасвим у тренду, устају против рата у Ираку, Хандке је остао доследан: Србији као кључној метафори за искривљавање истине кроз медије.
Изабран је 1. новембра 2012. године за иностраног члана САНУ. Повеља о чланству му је уручена 9. априла 2013. године.
Добио је 29. маја 2013. посебну плакету 50. Дисовог пролећа и том приликом превео песму „Можда спава” на немачки језик, а рукопис поклонио градској библиотеци у Чачку.
Удружење књижевника Српске прогласило је Хандкеа својим почасним чланом у децембру 2019. године.
У фебруару 2020, на сцени театра КПГТ постављена су Хандкеова дела Велики пад и Дон Хуан, у режији Љубише Ристића.
Добитник је „Велике награде Иво Андрић” Андрићевог института у Вишеграду за најбољу књигу објављену у Србији или Републици Српској током 2020. године за роман „Други Мач, Мајска повест” у издању Лагуне у Београду.

## Награда Хајнрих Хајне
Петер Хандке је и добитник награде Хајнрих Хајне, коју додељује немачки град Диселдорф (вредност награде је 50.000 евра).
Након гласања жирија 12:5 у корист Хандкеа дошло је до политичког супротстављања неких немачких политичара. Хандкеу је у одбрану тада ступило друштво писаца и одбацило мешање политике у културну сферу, но Хандке је због мешања политичара ипак одбио да прими награду што је и уважено па награда 2006. године није додељена.

## Откуп Хандкеовог архива
О значају Хандкеовог рада говори и податак да су аустријске институције Књижевни архив и Народна библиотека за 500.000 евра откупиле рукописе и материјале из последње две деценије његовог стваралаштва. Такође, он је почетком 2008. године ставио на располагање 66 свезака својих дневника од 1966. до 1990. Књижевном институту у Марбаху за непознату суму.

## Награде

### Одликовања
- Орден Његоша првог реда (2008)[12]
- Орден Карађорђеве звезде првог степена (2020)[13]
- Орден Републике Српске на ленти (2021)[14]

### Друге награде
- 1973: Награда Георг Бихнер[15]
- 1987: Награда Међународног књижевног фестивала Виленица[16]
- 2000: Награда Браћа Карић[17]
- 2002: Америчка награда за књижевност[18]
- 2002: Почасни доктор, Универзитет у Клагенфурту[19]
- 2003: Почасни доктор, Универзитет у Салцбургу[20]
- 2008: Награда Томас Ман[21]
- 2009: Награда Франц Кафка[22]
- 2009: Награда „Златни крст кнеза Лазара”
- 2012: Милхајмска награда за драматургију[23]
- 2014: Међународна награда Ибсен[24]
- 2018: Нестројева позоришна награда за животно дело[25]
- 2019: Нобелова награда за књижевност[26]
- 2020: Велика награда Иво Андрић — Андрићев институт у Вишеграду